# Kordelio-Evosmo
Kordelio-Evosmo (tiếng Hy Lạp: ?) là một khu tự quản ở vùng Trung Makedonías, Hy Lạp. Khu tự quản Kordelio-Evosmo có diện tích 13 km², dân số theo điều tra ngày 18 tháng 3 năm 2001 là 77174 người.